# Back to My Roots
«Back to My Roots» (с англ. — «Возвращаюсь к корням») — песня американского исполнителя Ру Пола, записанная для его дебютного альбома Supermodel of the World. Была выпущена в качестве второго сингла с него в 1993 году.

## Список композиций
- «Back To My Roots» (7" Version) — 3:32
- «Back To My Roots» (Jheri Curl Juice Mix) — 7:15
- «Back To My Roots» (Murk’s Curl Activator Mix) — 7:23
- «Supermodel» («Work It Mr. DJ» — Tribal Mix) — 4:39
- «Back To My Roots» (Oscar G’s Dope Dub) — 6:32
- «Back To My Roots» (Jheri Curl Juice Dub) — 5:24
- «Strüdelmodel» — 2:00

## Чарты
| Чарт (1993)                       | Пиковая позиция |
| --------------------------------- | --------------- |
| Австралия (ARIA)                  | 90              |
| Великобритания (UK Singles Chart) | 40              |
| США (Billboard Dance Club Songs)  | 1               |